# 쥐라주의 캉통
프랑스 쥐라주에는 총 17개의 캉통이 속해 있다. 2015년 3월 행정구역 총개편으로 인해 현재는 다음과 같이 설치되어 있다.
- 아르부아
- 오튐
- 블레트랑
- 샹파뇰
- 돌 1
- 돌 2
- 롱르소니에 1
- 롱르소니에 2
- 무아랑장몽타뉴
- 몽수보드레
- 모레즈
- 폴리니
- 생타무르
- 생클로드
- 생로랑탕그랑보
- 생뤼피생
- 타보